# ثنائي إيثيل الزنك
ثنائي إيثيل الزنك هو مركب عضوي للزنك صيغته C4H10Zn، والتي يمكن أن تكتب على الشكل المفصل Zn(C2H5)2 ويوجد على هيئة سائل عديم اللون.

## التحضير
كان إدوارد فرانكلاند أول من تمكن من تحضير هذا المركب، سنة 1848، وذلك من تفاعل عنصر الزنك مع يودو الإيثان (يوديد الإيثيل).
بأسلوب آخر، يمكن تحضير هذا المركب من تفاعل ثلاثي إيثيل الألومنيوم مع كلوريد الزنك:
{\displaystyle {\ce {2(C2H5)3Al + ZnCl2 -> Zn(C2H5)2 + 2(C2H5)2AlCl}}}

## الخواص
يوجد هذا المركب في الشروط القياسية على هيئة سائل عديم اللون، وهو مركب نشط كيميائياً ويتفاعل بعنف مع الماء. في الطور الصلب يتبلور المركب وفق نظام بلوري رباعي.

## الاستخدامات
يستخدم هذا المركب في مجال الاصطناع العضوي في مختبرات البحث العلمي.